# 上山路村
上山路村（かみさんじむら）は、和歌山県日高郡にあった村。現在の田辺市龍神村の南東部、日高川の中流域および丹生ノ川の流域にあたる。

## 地理
- 山岳：持平山、笠塔山、大久保山、和田森
- 河川：日高川、丹生ノ川

## 歴史

### 村名の由来
豪族の山地玉置氏、それにちなんだ江戸時代の山地組のうち日高川の最上流域にあることによる。

### 沿革
- 1889年（明治22年）4月1日 - 町村制の施行により、東村・西村・殿原村・丹生野川村・宮代村の区域をもって発足。
- 1955年（昭和29年）3月1日 - 龍神村・中山路村・下山路村と合併し、改めて龍神村が発足。同日上山路村廃止。